# 林淮
林淮（1441年—？），字長深，福建承宣布政使司興化府莆田（今福建省莆田市）人，明朝政治人物。

## 生平
早年出身府學生，福建鄉試第六名舉人。成化十一年（1475年）乙未科進士第三甲第六十四名。授刑部主事，改南京刑部。弘治元年（1488年）陞雲南僉事，因養母，求改常州府學敎授。

## 家族
曾祖父林觀。祖父林森。父亲林榕。